# Daniel Tammet
Daniel Paul Tammet (n. 31 ianuarie 1979) este un scriitor de origine britanică care suferă de sindromul savantului. Memoriile sale publicate în anul 2006, Born On A Blue Day, au fost un best-seller la New York Times și au fost numite "Cea mai bună carte pentru tineri adulți" în anul 2008 de American Library Association.

## Biografie

### Copilărie
Tammet s-a născut și a crescut în Londra intr-o familie cu 9 copii, el fiind cel mai mare dintre ei. La vârsta de 4 ani a suferit dese atacuri de epilepsie, iar la 25 de ani a fost diagnosticat cu sindromum Asperger, o formă de autism.
A fost subiectul unui documentar al BBC The Boy With The Incredible Brain transmis în anul 2005. În documentar apare împreună cu Kim Peek, un american cu o memorie neobișnuită.

### Sinestezia
Tammet este recunoscut pentru faptul că suferă de sinestezie. Acesta poate vedea numere pozitive și în mod intuitiv dă rezultatul pentru calcule foarte dificile.

### π
Tammet deține recordul pentru faptul că a spus din memorie 22,514 de cifre ale numărului pi, timp de 5 ore și 9 minute.

### Abilitățile lingvistice
Tammet poate învăța limbi străine foarte repede. A reușit să învețe limba islandeză, cât să poată discuta într-o emisiune la o televiziune islandeză, în numai 5 zile. Acesta vorbește fluent 10 limbi: engleza, franceza, finlandeza, germana, spaniola, lituaniana, româna, islandeza, galeza și esperanto.